# 清华大学校医院

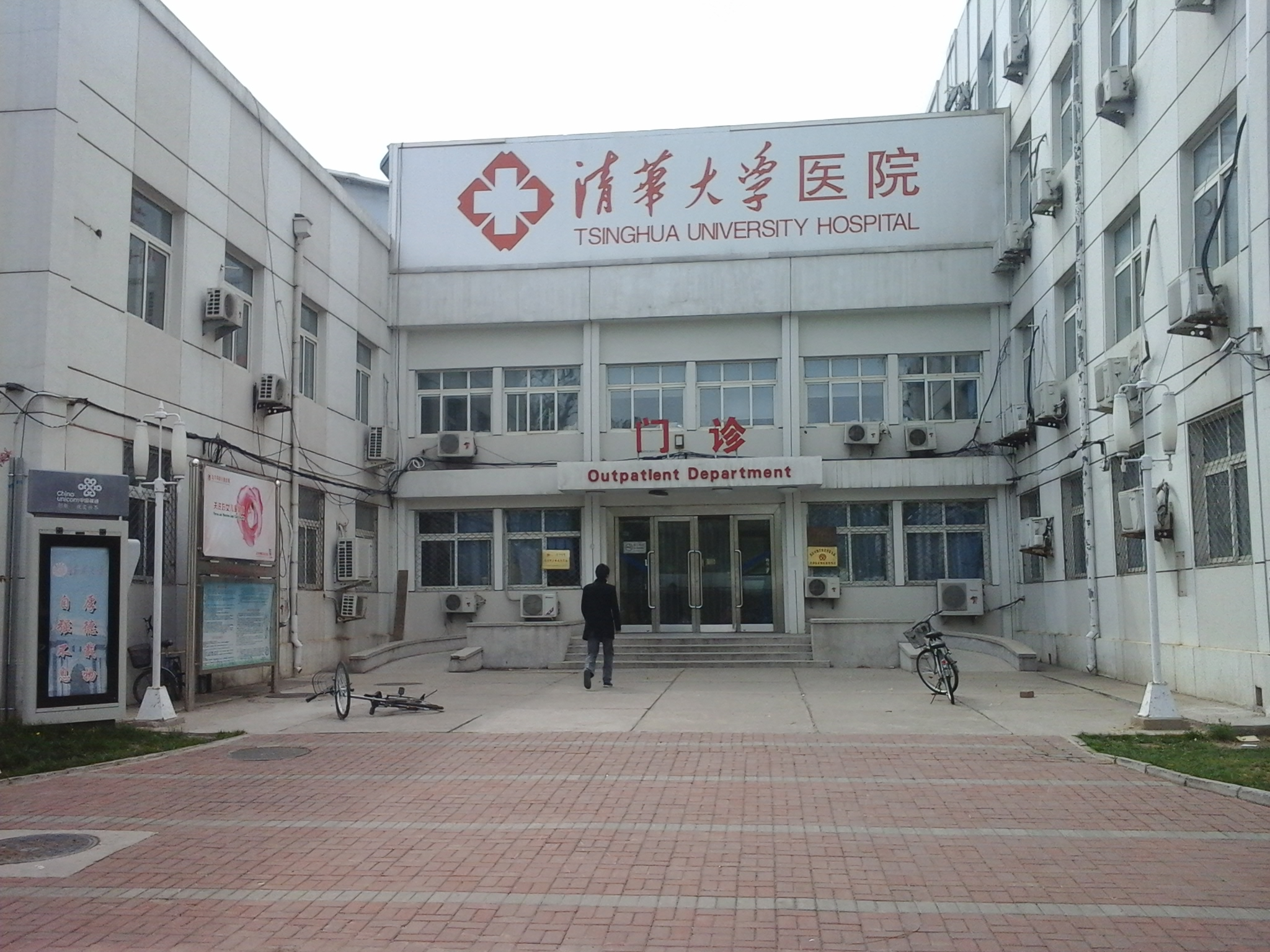
清华大学校醫院

清华大学校医院是清華大學校內的一所二级综合医院，总建筑面积9351.40平方公尺，負責清華校內師生以及家屬的医疗保健工作，并对外服务
目前校醫院有职工203人，其中主任医师9人、副主任医师60人。医院共有床位130张，设内科、外科、急诊科、妇产科、儿科、传染科、中医科（含针灸、按摩、理疗等）、口腔科、眼科、耳鼻喉科、放射科、药剂科、检验科、功能科等20多種科室。
根據2001年11月的一份清華學生校內調查，清華學生对校医院的总体满意度情况为：很满意者，占1.45%；觉得还可以的，占39.13%；不太满意的，占42.39%；极不满意的有43人，占15.58%；对校医院医务人员医术水平的评价为：认为很高的，占1.09%；觉得还可以的，占40.94%；认为不太好的，占40.58%；觉得很差的，占11.23%。